# Schizaspidia sabariensis
Schizaspidia sabariensis är en stekelart som först beskrevs av Mani och Urvashi Dubey 1974.  Schizaspidia sabariensis ingår i släktet Schizaspidia och familjen Eucharitidae. Inga underarter finns listade i Catalogue of Life.